# بو هوبكنز
بو هوبكنز (بالإنجليزية: Bo Hopkins)‏ (2 فبراير 1942 - 28 مايو 2022)، هو ممثل أمريكي بدأ مسيرته الفنية سنة 1966. امتدت مسيرته الفنية لأكثر من 50 عاما.

## الأعمال
- العصابة البرية
- زخرفة أمريكية
- قطار منتصف الليل
- العم سام

## روابط خارجية
- بو هوبكنز على موقع IMDb (الإنجليزية)
- بو هوبكنز على موقع ألو سيني (الفرنسية)
- بو هوبكنز على موقع أول موفي (الإنجليزية)
- بو هوبكنز على موقع قاعدة بيانات الأفلام السويدية (السويدية)
- بو هوبكنز على موقع إن إن دي بي (الإنجليزية)
- بو هوبكنز على موقع قاعدة بيانات الفيلم (الإنجليزية)
- بو هوبكنز على موقع كينوبويسك (الروسية)